# Acalypha tricholoba
Acalypha tricholoba är en törelväxtart som beskrevs av Johannes Müller Argoviensis. Acalypha tricholoba ingår i släktet akalyfor, och familjen törelväxter. Inga underarter finns listade i Catalogue of Life.